# Вепхвадзе, Алексей Иванович
Алексей Иванович Вепхва́дзе (1921—1982) — советский живописец, заслуженный художник Грузинской ССР. Лауреат Сталинской премии третьей степени (1951).

## Биография
А. И. Вепхвадзе родился 31 мая 1921 года в Тифлисе (ныне Тбилиси, Грузия) в семье художника Ивана Алексеевича Вепхвадзе, Заслуженного деятеля искусств Грузинской ССР. В 1941—1945 учился в Тбилисской АХ у У. М. Джапаридзе, в 1945—1948 годах — в ЛИЖСА имени И. Е. Репина у Р. Р. Френца. Работал в жанре исторической и жанровой картины, портрета, книжной графики.
А. И. Вепхвадзе умер в 1982 году.

## Семья
- отец — художник И. А. Вепхвадзе
- сын — художник Джованни Вепхвадзе
- внук — художник Бруно Вепхвадзе

## Творчество
- «Портрет жены» (1944)
- «Ранение Багратиона» (1948, дипломная работа)
- «Портрет матери» (1948)
- «Важа-Пшавела» (1950)
- «Высылка И. В. Сталина из Батума в 1903 году» (1951)
- «Саят Нова» (1956)
- «Бека Олизари» (1957)
- «Шота Руставели, читающий свою поэму» (1966)
- «Бела» (1967)
- «Скорбь» (1968)
- «Давид Строитель перед Дидгорской битвой» (1980)

## Награды и премии
- орден «Знак Почёта» (17.04.1958)
- заслуженный художник Грузинской ССР
- Сталинская премия третьей степени (1951) — за картину «Высылка И. В. Сталина из Батума в 1903 году»